# Pulau Biola
Pulau Biola est une petite île située dans le sud-ouest de l'île principale de Singapour entre Pulau Senang au nord et Pulau Satumu, au sud.

## Géographie
Elle s'étend sur environ 180 m de longueur pour une largeur approximative de 56 m.